# Cytherella arostrata
Cytherella arostrata är en kräftdjursart som beskrevs av Louis S. Kornicker 1963. Cytherella arostrata ingår i släktet Cytherella och familjen Cytherellidae. Inga underarter finns listade i Catalogue of Life.